# Çağatay Yılmaz
Çağatay Yılmaz (* 1. Januar 2000 in İnegöl) ist ein türkischer Fußballspieler auf der Position eines Stürmers. Im Jahre 2018 debütierte er für die Profimannschaft von Bursaspor in der Süper Lig.

## Vereinskarriere
Çağatay Yılmaz wurde am 1. Januar 2000 in der westtürkischen Stadt İnegöl geboren. Spätestens im Jahre 2011 schloss er sich der Jugend seines Heimatvereins İnegölspor an und war in dieser bis einschließlich 2013 aktiv. Noch im gleichen Jahr schloss er sich der Jugend des türkischen Erstligisten Bursaspor an und absolvierte die Saison 2013/14 für die U-14-Mannschaft, wobei er in 21 Ligapartien zehn Tore erzielte. 2014/15 stieg er in die U-15-Akademiemannschaft auf und agierte abermals als äußerst torgefährlich; 23 Einsätzen standen zwölf Treffer gegenüber. Vor allem in der Anfangszeit war Yılmaz ein überragender Torschütze und konnte bereits nach sieben Ligaspielen zehn Treffer verzeichnen; darunter alle fünf Tore beim 5:0-Heimsieg über den gleichaltrigen Nachwuchs von Eyüpspor. In der nachfolgenden Spielzeit 2015/16 gehörte er bereits dem U-16-Kader an und erzielte für diesen 14 Tore in 27 Meisterschaftsspielen. Des Weiteren brachte er es zu einem für ihn persönlich torlosen Einsatz in der U-17-Eliteliga für die U-17-Mannschaft von Bursaspor. Für die U-17-Mannschaft kam er daraufhin in der Saison 2016/17 in 33 Ligapartien zu 18 Treffern.
Seine bislang erfolgreichste Saison absolvierte er allerdings 2017/18, als er in 32 Spielen in der U-19-Eliteliga 29 Tore schoss, bei seinen drei U-21-Einsätzen ebenfalls ein Tor erzielte, an der UEFA Youth League 2017/18 teilnahm und sein Profidebüt gab. Bereits davor unterschrieb der Kapitän mehrerer Jugendmannschaften Bursaspors am 26. März 2018 zusammen mit seinen Mitspielern İsmail Çokçalış und Burak Kapacak, mit denen er rund zwei Monate später auch sein Profidebüt gab, seinen ersten Profivertrag. Nachdem er bereits am 13. Mai 2018 in der 33. Runde gegen Trabzonspor ohne Einsatz auf der Ersatzbank saß, gab er am 18. Mai 2018 beim Spiel der 34. und damit letzten Runde der Süper Lig 2017/18 sein Profidebüt, als er bei der 0:1-Auswärtsniederlage gegen Gençlerbirliği Ankara in der 72. Spielminute von Trainer Mustafa Er für Emre Taşdemir eingewechselt wurde. Im Spiel war er einer von mehreren Debütanten im Kader von Bursaspor.

## Nationalmannschaftskarriere
Am  30. Januar 2015 debütierte Yılmaz in einem freundschaftlichen U-15-Länderspiel der Türkei gegen Tschechien und kam nur zwei Tage später in einer weiteren Begegnung gegen die Tschechen zum Einsatz. Wenige Tage später kam er in einem Vier-Nationen-Turnier gegen die Alterskollegen aus Österreich, Serbien und den Niederlanden zum Einsatz. Danach vergingen rund 15 Monate ehe der junge Offensivakteur wieder in einer türkischen Nationalauswahl eingesetzt wurde. Am 7. Mai 2016 debütierte Yılmaz beim sogenannten UEFA Development Cup für die U-16-Junioren der Türkei, als er beim 4:2-Sieg über die Portugal in der 41. Minute eingewechselt wurde. Dies blieb sein einziger Länderspieleinsatz im U-16-Kader. Über eineinhalb Jahre später erfolgte sein Debüt in der U-18-Nationalmannschaft; beim 2:1-Sieg über Mazedonien erzielte er in Minute 79 den Treffer zur 2:0-Führung seiner Mannschaft und kam zwei Tage später in einer weiteren Begegnung mit Mazedonien zum Einsatz.